# Cumhuriyet (quotidiano)
Cumhuriyet ("(La) Repubblica"; pron.: /dʒumhuri'jɛt/) è un quotidiano turco con sede ad İstanbul e edito dalla Cumhuriyet Vakfı: fondato nel 1924, è il più antico quotidiano del Paese tuttora in circolazione.
Ha una tiratura media di 50 000 copie.

## Descrizione
La testata si caratterizza per l'uso del cosiddetto Öztürkçe, una forma puristica della lingua turca moderna.
Politicamente, il giornale si colloca a sinistra/centro-sinistra.

## Storia

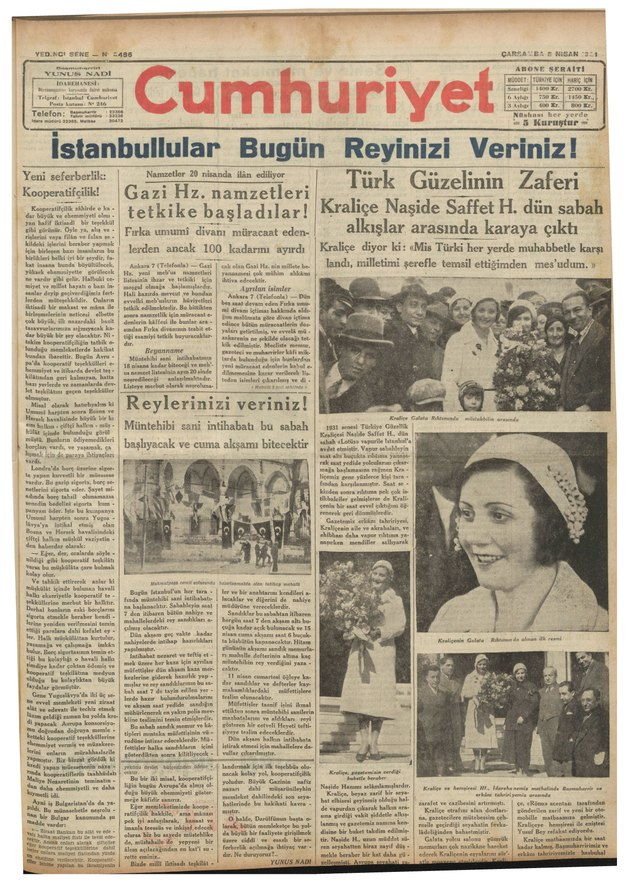
Prima pagina del giornale dell'8 aprile 1931

Cumhuriyet viene fondato il 7 maggio 1924 dal giornalista e scrittore Yunus Nadi Abalıoğlu (1880-1945).
Nel 2008, la sede del quotidiano subisce un attacco incendiario con delle bombe molotov.,
Nel 2010 è uno dei primi quotidiani turchi ad abbandonare il formato broadsheet, adottando il formato berlinese.,
A fine 2015, il direttore del giornale Can Dündar e il caporedattore Erdem Gül vengono arrestati con l'accusa di spionaggio e terrorismo per i loro articoli critici nei confronti del governo centrale, fatto che viene accolto dalla testata con un titolo eloquente, Basının kara günü, ovvero "Il giorno nero della stampa". Gli arrestati verranno scarcerati nel febbraio 2016.

## Premi
- 2016: Right Livelihood Award[9]